# デニス・トレウィン
デニス・トレウィン（Dennis Trewin、1946年8月14日 - ） は、オーストラリアの元公務員。
ニュージーランド統計局副局長（1992年 − 1995年）、オーストラリア統計局副局長（1995年 − 2000年）、同局長（2000年 - 2007年）を歴任し、その後世界銀行 GEB（執行理事会）議長も務めた。
| 先代 ウィリアム・マクレナン | オーストラリア統計局局長 2000年–2007年 | 次代 ブライアン・ピンク |